# ビッグ・ショー! ハワイに唄えば
『ビッグ・ショー！ハワイに唄えば』は、1999年の日本映画。東宝系で同年5月15日に公開された。

## 概要
前年に公開された「のど自慢」の井筒和幸監督が同作品の主人公・赤城麗子のその後を描いたコメディ。

## あらすじ
売れない演歌歌手・赤城麗子（室井滋）は“NHKのど自慢”出場を機に歌手としての自信を取り戻した。持ち歌「おしどり涙」が少しは売れて気を良くした赤城と須貝マネージャー（尾藤イサオ）のふたりは新たに雇った付き人・高橋里美（竹内結子）を連れ、新曲の営業と慰安旅行を兼ねてハワイにやってきた。仕事といっても一晩だけ女子プロレスの前座で歌うだけ。あとはビーチに、買い物に、とリゾート気分でやって来たのだが……。

## スタッフ
- 監督：井筒和幸
- 脚本：安倍照男、塩田千種、金子弦二郎、井筒和幸
- プロデューサー：李鳳宇、ジェームス・J・フリードマン、李柱益、石原仁美
- 撮影：浜田毅
- 音楽：藤野浩一
- 挿入歌：都はるみ「ふたりの夫婦星」「大阪しぐれ」
- エンディング・テーマ：都はるみ「好きになった人」
- 編集：冨田伸子
- 製作：シネカノン・東宝・日活
- 配給：東宝

## キャスト
- 赤城麗子（藤本鈴子）：室井滋
- 須貝照男：尾藤イサオ
- 都はるみ：都はるみ
- ジョー坂上：加藤茶
- 高橋里美：竹内結子
- 日計世・ジミー：大森南朋
- 漁火伸二：山本太郎
- 島田：菅原大吉
- メデューサ坂上：武田久美子
- 日本人レスラー：渡辺智子
- ショーの司会者：玉置宏
- 田代：原田芳雄
- 若井みどり
- 団時朗
- 久米明